# Benzoverbinding
In de organische chemie wordt het voorvoegsel benzo- gebruikt om aan te geven dat door het toevoegen van een aantal onverzadigde koolstofatomen aan een al onverzadigde, en vaak ook al aromatische, verbinding een (extra) aromatische ring ontstaan is. Tussen het voorvoegsel benzo- en de naam van de stamverbinding wordt met letters aangegeven op welke plaats aan de stamverbinding de extra aromatische ring ontstaan is. De letters worden tussen blokhaken geplaatst. Het aantal koolstofatomen dat moet worden toegevoegd is vaak 4, maar noodzakelijk is dat niet. Soms zijn er ook meerdere manieren om de nieuwe verbinding te benoemen.

## Voorbeelden
| Stamverbinding | Structuurformule stamverbinding | Structuur benzoverbinding | Naam benzoverbinding |
| -------------- | --- | ------------------------- | --- |
| Antraceen      | |                           | Benzo[a]antraceen, de linker bovenring is ontstaan door vier koolstofatomen te koppelen aan de stamverbinding. |
| Fenantreen     | |                           | Benzo[b]fenantreen, de naam alfabetiseert na benzo[a]antraceen, en lijkt dus wel systematisch, maar is het niet. De meest rechtse ring is nu de extra ring, ontstaan door het toeveoegen van 4 koolstofatomen aan de stamverbinding. |
| Pyreen         | |                           | Benzo[a]pyreen, de meest linkse ring is de extra ring, ontstaan door 4 extra koolstofatomen te koppelen aan de stamverbinding. |
| Fluoranteen    | |                           | Benzo[b]fluoranteen, de meest linkse ring is de extra ring, ontstaan door 4 extra koolstofatomen te koppelen aan de stamverbinding.                                                                                                  |
| Fluoranteen    | Benzo[ghi]fluoranteen, de ring linksboven is de extra ring, ontstaan door twee extra koolstofatomen te koppelen aan de stamverbinding. |                           | |
| Fluoranteen    | Benzo[j]fluoranteen, de ring linksonder is de extra ring, ontstaan door 4 extra koolstofatomen te koppelen aan de stamverbinding.      |                           | |
| Fluoranteen    | Benzo[k]fluoranteen, de meest linkse ring is de extra ring, ontstaan door 4 extra koolstofatomen te koppelen aan de stamverbinding.    |                           | |